# Octoporia sinuosa
Octoporia sinuosa is een tweekleppigensoort uit de familie van de Cuspidariidae. De wetenschappelijke naam van de soort is voor het eerst geldig gepubliceerd in 1994 door Krylova.